# 馬藏大規模迷姦案
從2011年7月到2020年10月，來自法國東南部馬藏的多米尼克·佩利科特（Dominique Pelicot）對妻子吉塞勒·佩利科特進行性侵長達九年。他不僅多次下藥並迷姦她，還邀請至少83名陌生男子趁她昏迷時對她施暴。吉塞勒並不知曉自己遭受虐待，期間她至少被72名男子強姦92次，而多米尼克還將這些行為拍攝成影片。事情在2020年9月東窗事發，多米尼克因在超市偷拍女性裙底而被捕，警方隨後在他的電腦設備中發現了數千張照片和影片，證實他指使多名男子性侵其妻。
這宗案件的審判於2024年9月2日在亞維農開庭，針對多米尼克及另外50名被告，包括控以強姦、企圖強姦或性侵罪名的男子。審判於12月16日結束，並於12月19日宣判結果。所有被告均被定罪，多米尼克被判處最高刑期20年監禁。此外，他還因偷拍女兒及兩名媳婦的不雅照片，以及企圖強姦共同被告讓-皮埃爾·馬雷夏爾之妻的罪行被判有罪。讓-皮埃爾則被指控對自己的妻子下藥並迷姦，但未涉及吉塞勒。
吉塞勒選擇放棄匿名權，堅持要求公開審判的勇氣引發全球媒體的高度關注，並贏得廣泛讚譽。此案讓迷姦以及性同意問題成為輿論討論的焦點。

## 背景

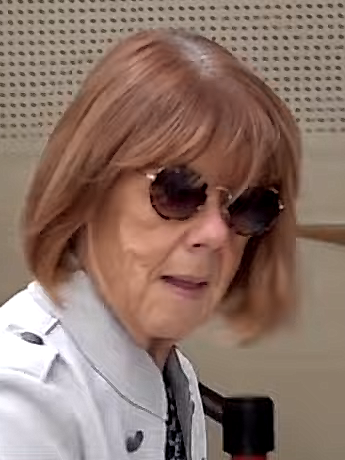
吉塞勒·佩利科特

吉塞勒與多米尼克·佩利科特同於1952年出生，並於1973年結婚。吉塞勒出生在當時的西德菲林根市，她的家庭來自法國。她的父親是一名軍人，儘管9歲時失去母親，她仍形容自己的童年快樂而充實。在她二十歲時，認識了後來的丈夫多米尼克。吉塞勒在法國電力集團從事行政工作，多米尼克則以電工和地產代理的身分謀生，並曾嘗試創業，但多次失敗。夫妻倆住在巴黎地區，育有3個孩子。吉塞勒在庭上透露，對認識他們的人來說，他們是一個模範家庭。然而，她也坦承曾與一名同事有過長達三年的婚外情。他們曾因經濟問題短暫離婚，但隨後復合。
吉塞勒並不知情的是，多米尼克曾於2010年在巴黎附近因偷拍女性裙底而被罰款100歐元。2013年，兩人退休後搬到位於法國東南部小鎮馬藏。吉塞勒加入當地的合唱團，多米尼克則開始從事運動和自行車活動。他們的子女和孫子孫女時常在假期拜訪他們。

## 逮捕和調查
2020年9月12日，多米尼克因在馬藏附近卡龐特拉的勒克萊爾超市使用手機偷拍女性裙底，被超市保全當場抓獲後被警方逮捕。警方搜查他家時，扣押他的兩部手機、筆記型電腦和其他數位設備。在檢查這些設備的過程中，他獲准保釋。調查顯示，他曾在一個名為「à son insu」（法語意為「她不知情」），託管於Coco.gg網站的論壇上發文，邀請其他男子強姦他的妻子。在多米尼克被捕後，這個網站將域名註冊從法國轉移至根西島。據報導指，從2021年到2024年，該網站涉及超過23000宗法國刑事案件，最終於2024年6月被關閉。調查還發現，多米尼克在聊天室中邀請陌生人性侵其妻，並在Skype的訊息中自誇對妻子下藥的行為
。
警方在連接多米尼克電腦的USB隨身碟中發現一個名為「abuses」的資料夾，裡面存有超過20000張照片與影片，記錄了他的妻子被迷姦的過程。這些檔案被精心分類，檔名中標註影片內容和涉案男子的姓名。
調查確認，從2011年7月到2020年10月，吉塞勒被至少72名不同的男子性侵92次。警方用兩年的時間識別並追蹤到50名涉案者，其他嫌疑犯至今仍未確定身份。加害者的年齡分布在21歲到68歲之間。
此外，警方在多米尼克的電腦中還找到偷拍的影像，包括其兩名媳婦在浴室的沐浴畫面，以及他女兒卡洛琳·達里安半裸昏迷躺在床上的照片，疑似已被下藥。

## 再次被捕並認罪

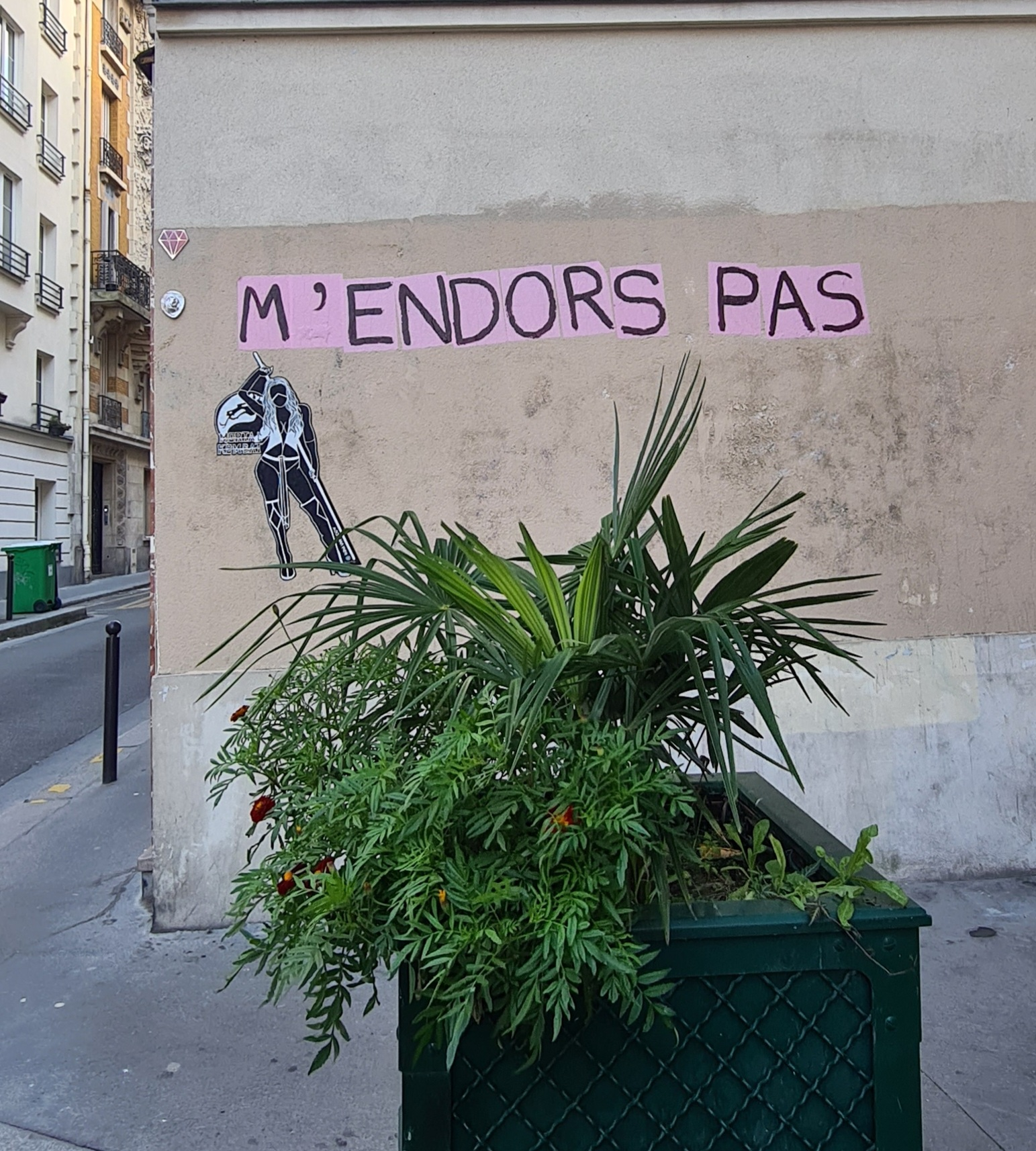
在巴黎的塗鴉，「M'endors pas」（別讓我昏睡）

2020年11月2日，多米尼克因涉嫌嚴重性侵罪、下藥及其他性犯罪再次被捕。他還因偷拍並散佈妻子、女兒與兩名媳婦的親密影像，被控侵犯隱私罪。他當場承認所有罪行。
同日，警方單獨約談吉塞勒。在面談中，她表示自己從未參與過換妻或三人性行為。當警方向她展示一張照片時，她無法辨認照片中昏迷的女人或強姦她的男子。直到看見更多照片後，她才意識到那就是自己。她在法庭上回憶說，當時她請求警官停止展示照片：「那真是無法忍受。我癱在床上，而一名男子正在強姦我。那一刻，我的世界徹底崩塌。」
多米尼克供稱，虐待始於吉塞勒被處方服用勞拉西泮後，這種抗焦慮藥讓她變得嗜睡。他偷偷在她的食物與飲品中加入藥物，使她失去意識。多米尼克還從醫生處額外取得勞拉西泮，一年內竟獲得450顆藥丸。
在吉塞勒昏迷期間，多米尼克強行進行包括肛交在內的性行為，並拍攝過程。有時，他在服用威而鋼後犯案，將影片上傳至網路。他甚至邀請聊天室中的男性觀看，甚至參與性侵。這一切並未涉及金錢交易。多米尼克對這些男子提出嚴格規範，例如避免身上帶有香水或煙味，以防吉塞勒察覺。迷姦過程中未使用保險套，導致吉塞勒感染4種性病。一名愛滋病毒陽性患者參與性侵，但由於他處於治療狀態，病毒載量不可檢測，因此未將病毒傳染給她。
這些虐待對吉塞勒的身心造成嚴重影響。她體重驟降，頭髮稀疏脫落，並出現記憶喪失與語無倫次的情況，甚至懷疑自己患上阿茲海默症或腦瘤。她曾多次就醫，但多米尼克始終陪同，並將她的健康問題歸因於照顧孫子孫女的疲憊。醫生們未曾懷疑她被下藥。心理學家指出，多米尼克從未認真反省自己的罪行，反而抱怨審判「毀了他的人生」，聲稱如果他未被捕，他與吉塞勒的生活仍會「一如往常」。
2022年，佩利科特的女兒卡洛琳·達里安出版一本名為《我不再叫你爸爸》的書，詳細記錄這起案件。她還成立名為「別讓我昏睡」的非營利組織，致力於提高大眾對迷姦問題的關注。

## 起訴和審判
2023年6月19日，亞維農法院調查法官格溫諾拉·茹爾諾發佈一份長達370頁的報告，指控51名男子涉嫌強姦罪。一名第52個嫌疑人在被捕前因癌症死亡。被告年齡介於25歲至72歲之間，職業背景多元，包括消防員、IT技術人員、記者、護士、水管工、獄警和卡車司機，其中41人來自沃克呂茲省。許多人已有家庭和子女。多數被告被指控一次強姦、未遂強姦或性侵罪，少數被控多次犯罪，最嚴重的一名被告涉及6次強姦案。其中一名男子並未涉嫌強姦吉塞勒，而是被控迷姦自己的妻子，並與多米尼克共犯。總共有49人被控強姦罪，另有一人被控強姦未遂，另一人被控性侵。此外，23名被告有犯罪前科，其中6人涉及家庭暴力，2人涉及性暴力。一些被告承認罪行，而另一些則辯稱這些行為是自願的，聲稱吉塞勒假裝睡著或同意被下藥，或者認為丈夫的同意已足夠。另有五名被告被控持有兒童性侵影像。12名被告對起訴提出上訴，但尼姆上訴法院於2023年10月5日駁回他們的請求。
該案於2024年9月2日在亞維農法院開庭，由羅傑·阿拉塔法官領銜的五人法官小組審理，預計審判至同年12月20日結束。吉塞勒要求公開審理。18名被告被拘留，32名則作為自由人出庭，一人缺席受審。法庭特別調整以容納大量被告和約60名律師，另設一間傳輸室供媒體和公眾旁聽。
吉塞勒由三名子女陪同出庭，並由律師斯特凡·巴博諾和安東萬·卡繆斯代表。她在審判首週作證時表示，2020年11月當警方告知她自己被迷姦時，她的世界徹底崩塌。「我被犧牲在慾望的祭壇上。」她的丈夫也在法庭上承認自己迷姦了她。
2024年9月10日，唯一未被控強姦或性侵吉塞勒的被告尚-皮耶·馬雷夏爾作證。他在多米尼克指導下迷姦自己的妻子，其承認罪行。多米尼克在2015年至2020年間多次前往德龍省，強姦馬雷夏爾的妻子。
多米尼克於9月17日首次作證，他如同自被捕以來所做的那樣承認罪行，並表示：「我和在場的其他人一樣是強姦犯。」他向家人請求寬恕，並講述自己童年遭受創傷的經歷，稱9歲時被一名男護士性侵。他還表示，他一直愛著自己的妻子，發現她有婚外情時曾有自殺念頭。當被問及為何妻子因藥物引起健康問題時仍未停止下藥時，他表示自己的成癮無法克制。吉塞勒在丈夫作證後回應：「聽到這些對我來說很困難。50年來，我與一個我無法想像會做出這種事情的人共同生活。我完全信任他。」
次日，吉塞勒在辯護律師的盤問下應對挑釁性問題。律師挑選出其丈夫電腦中數千張照片中的少部分，顯示吉塞勒清醒，甚至使用性玩具。一名律師詢問她是否為露體狂，吉塞勒對此感到侮辱，並表示：「這讓我明白為何許多強姦受害者不願報案。」
自9月19日至11月19日，其餘被告接受盤問。法庭播放數段吉塞勒被被告強姦時昏迷的影片。起初，出於禮節，法官阿拉塔裁定媒體和公眾不得旁聽，但在吉塞勒法律團隊的爭辯下改變了決定。大多數被告否認強姦罪，聲稱不知道吉塞勒處於無法同意的昏迷狀態。一些人辯稱他們以為參與的是一對夫妻的性幻想，或者認為丈夫的同意就足夠；也有人以責任相對較輕為由進行抗辯。
11月18日，吉塞勒的三名子女作證，講述這場悲劇如何摧毀了他們的家庭。長子大衛提到兒子正在接受心理治療，次子弗洛里安則談到自己的婚姻破裂。女兒卡羅琳·達里安堅信父親曾迷姦自己，儘管父親否認。她表示自己是此案中被忽視的受害者。
11月19日，吉塞勒最後一次出庭作證。她表示：「這是一場懦弱的審判」，並呼籲反思一個將強姦正常化的父權社會。雖然承認丈夫是罪行的主謀，她質疑為何沒有一名被告在目睹她的狀態後向警方舉報丈夫。辯護律師則暗示她仍對丈夫抱有同情或受到控制。一名律師質問為何離婚後仍使用婚姓，吉塞勒回答道，她的孫子都姓佩利科特，她希望這個名字因她而受到尊重，而不是因她的丈夫。
控方於11月25日至27日陳詞。檢察官洛爾·沙博要求對多米尼克判處20年有期徒刑，這是法國法律對強姦罪的最高刑期。她表示，儘管刑期很長，但相比所犯下的嚴重罪行仍顯不足。控方建議對其中一名被告判處4年監禁，對其餘人則建議10至18年不等的刑期。沙博表示，這些刑期將向所有性暴力受害者傳遞希望的訊息。
辯方於11月27日開始陳詞，多米尼克的律師貝阿特麗絲·扎瓦羅率先發言。她表達對吉塞勒及其家人的敬意，並請求大家記住多米尼克曾是位盡責的家庭男人。在陳詞中，她引用西格蒙德·弗洛伊德、約翰·貝傑曼和鮑里斯·西呂爾尼克的言論，主張童年創傷導致多米尼克的心理扭曲。
其餘50名被告的律師則在接下來的兩週半內依序陳詞，普遍主張多米尼克操縱並利用了這些人。一名辯護律師納迪亞·艾爾布魯米承認吉塞勒未曾同意，但強調她的當事人受多米尼克操縱，並懇請無罪判決。她表示，面對受害者是一名女權英雄的情況下，為被告辯護極為困難。
12月16日，審判最後一天，多米尼克獲准發表最後陳述。他感謝前妻的勇氣，並再次向家人尋求原諒。其餘被告也陳述意見，有人表示無需補充，有人辯稱並無強姦意圖，因此不應被視為強姦犯，也有人向吉塞勒道歉。

## 裁決
2024年12月16日上午，5名法官退庭進行閉門商議，通過秘密投票決定裁定結果。12月19日上午，法官們重返法庭，宣讀最終裁決。
多米尼克被判所有罪名成立，並被判處20年有期徒刑，這是法國法律對強姦罪的最高刑罰。其餘50名被告也全部被判有罪。其中3人因嚴重性侵罪分別被判三年監禁，另有兩人因嚴重強姦未遂分別被判五年及六年有期徒刑，其餘被告因嚴重強姦罪被判處五年至十五年不等的刑期。

### 被定罪者
以下對象被判有罪：
| 姓名                                           | 年齡 | 刑期（年） | 入獄年份 | 職業                         | 備註                                                              |
| ---------------------------------------------- | ---- | ---------- | -------- | ---------------------------- | ----------------------------------------------------------------- |
| 多米尼克·佩利科特（Dominique Pelicot）         | 72   | 20         | 2024年   | 退休電工、施工監工和地產代理 | 受害者的丈夫（於2024年底離婚）組織並協助迷姦受害者。              |
| 讓-皮耶·馬雷夏爾（Jean-Pierre Maréchal）       | 63   | 12         | 2024年   | 花園店工人                   | 沒有被指控強姦吉塞勒 他因迷姦妻子，並邀請多米尼克強姦她而被定罪   |
| 沙利·阿爾博（Charly Arbo）                     | 30   | 13         | 2024年   | 臨時工                       |                                                                   |
| 西里爾·德爾維爾（Cyrille Delville）            | 54   | 8          | 2024年   | 建築工人                     |                                                                   |
| 克里斯蒂安·萊科勒（Christian Lescole）         | 56   | 9          | 2021年   | 志願消防員                   | 持有虐待兒童材料罪不成立                                          |
| 萊昂內爾·羅德里格斯（Lionel Rodriguez）        | 44   | 8          | 2024年   | 超市工作人員及推銷員         | 與多米尼克在被抓到偷拍女性裙底的同一家超市工作                    |
| 尼古拉·弗朗索瓦（Nicolas François）            | 43   | 8          | 2024年   | 自由記者                     | 持有虐待兒童材料罪罪名成立 被禁止從事與兒童相關的工作數年         |
| 雅克·屈博（Jacques Cubeau）                    | 73   | 5          | 2024年   | 退休貨車司機                 |                                                                   |
| 帕特里斯·尼科勒（Patrice Nicolle）             | 55   | 8          | 2024年   | 電工                         |                                                                   |
| 蒂埃里·帕里西斯（Thierry Parisis）             | 54   | 8          | 2024年   | 石匠                         |                                                                   |
| 西蒙·梅凱內塞（Simoné Mekenese）               | 43   | 9          | 2024年   | 建築工人                     | 住在佩利科茨附近                                                  |
| 尼扎爾·哈米達（Nizar Hamida）                  | 40   | 10         | 2024年   | 美髮師、建築商和送貨司機     | 曾有八次犯罪紀錄，包括家庭暴力和與前伴侶企圖綁架孩子              |
| 鮑里斯·穆蘭（Boris Moulin）                    | 37   | 8          | 2024年   | 清潔工人                     | 兩次被定罪                                                        |
| 熱羅姆·維萊拉（Jérôme Vilela）                 | 46   | 13         | 2021年   | 前消防員和超市員工           |                                                                   |
| 迪迪埃·桑布基（Didier Sambuchi）               | 68   | 5          | 2024年   | 退休貨車司機                 |                                                                   |
| 康坦·埃内贝尔（Quentin Hennebert）             | 34   | 7          | 2024年   | 前獄警和救護車司機           |                                                                   |
| 菲利普·勒勒（Philippe Leleu）                  | 62   | 5          | 2024年   | 園丁                         |                                                                   |
| 讓-呂克·拉（Jean-Luc La）                      | 46   | 10         | 2023年   | 造鏡師                       |                                                                   |
| 法比安·索東（Fabien Sotton）                   | 39   | 11         | 2021年   | 失業                         | 曾因家庭暴力和性侵兒童而被定罪                                    |
| 卡里姆·塞巴維（Karim Sebaoui）                 | 40   | 10         | 2024年   | 資訊科技專家                 | 持有虐待兒童材料罪罪名成立                                        |
| 若昂·卡瓦伊（Joan Kawai）                      | 26   | 10         | 2024年   | 法國武裝部隊士兵             |                                                                   |
| 讓-馬克·勒盧（Jean-Marc Leloup）               | 74   | 6          | 2024年   | 退休司機                     |                                                                   |
| 安迪·羅德里格斯（Andy Rodriguez）              | 37   | 6          | 2024年   | 失業                         |                                                                   |
| 文森·庫萊（Vincent Coullet）                   | 43   | 10         | 2024年   | 木匠                         |                                                                   |
| 阿德里安·龍熱龍（Adrien Longeron）             | 34   | 6          | 2024年   | 地盤經理                     | 持有虐待兒童材料罪名成立 2020年因強姦和跟蹤三名前女友被判入獄14年 |
| 于格·馬拉戈（Hugues Malago）                   | 39   | 5          | 2024年   | 瓦工和自行車手               |                                                                   |
| 艾哈邁德·特巴里克（Ahmed Tbarik）              | 54   | 8          | 2024年   | 水管工                       |                                                                   |
| 許薩梅丁·多甘（Husamettin Dogan）              | 43   | 9          |          | 建築工人                     | 曾因販毒被定罪                                                    |
| 羅曼·范德費爾德（Romain Vandevelde）           | 63   | 15         | 2021年   | 退休                         |                                                                   |
| 約瑟夫·科科（Joseph Cocco）                    | 69   | 3          | 2024年   | 退休                         |                                                                   |
| 賽義夫丁·加比（Saifeddine Ghabi）              | 37   | 3          | 2024年   | 貨車司機                     |                                                                   |
| 讓·蒂拉諾（Jean Tirano）                       | 52   | 8          | 2024年   | 屋頂工                       |                                                                   |
| 穆罕默德·拉法（Mohamed Rafaa）                 | 70   | 8          | 2021年   | DJ兼俱樂部經理               |                                                                   |
| 盧多維克·布萊默（Ludovick Blemeur）            | 39   | 7          | 2024年   | 前消防員和倉庫工人           | 在其女兒家中迷姦吉塞勒                                            |
| 帕特里克·阿龍（Patrick Aron）                  | 60   | 6          | 2024年   | 失業                         |                                                                   |
| 阿卜杜拉利·達拉爾（Abdelali Dallal）           | 47   | 8          | 2024年   | 失業                         |                                                                   |
| 格雷戈里·塞維奧爾（Grégory Serviol）           | 33   | 8          | 2024年   | 油漆工和裝潢師               | 曾因竊盜、交通違規和吸毒被定罪                                    |
| 塞德里克·格拉索（Cédric Grassot）              | 50   | 12         | 2024年   | 送貨司機                     |                                                                   |
| 塞德里克·旺贊（Cédric Venzin）                 | 44   | 9          | 2024年   | 餐廳經理                     | 此前曾多次因醉酒駕駛而被定罪                                      |
| 馬赫迪·達烏迪（Mahdi Daoudi）                  | 36   | 8          | 2024年   | 運輸工人                     |                                                                   |
| 提耶里·波斯塔（Thierry Postat）                | 61   | 12         | 2021年   | 冰箱專家                     | 持有虐待兒童材料和獸交材料罪名成立 終身禁止兒童相關工作           |
| 弗洛里安·羅卡（Florian Rocca）                 | 32   | 7          | 2024年   | 送貨司機                     | 曾因盜竊、無照駕駛和毒品犯罪被定罪                                |
| 多米尼克·戴維斯（Dominique Davies）            | 45   | 13         | 2024年   | 卡車司機和前士兵             |                                                                   |
| 西普里安·屈列拉斯（Cyprien Culieras）          | 45   | 6          | 2024年   | 堆高機司機                   | 有八次犯罪紀錄，大部分與竊盜有關                                  |
| 馬蒂厄·達爾蒂斯（Mathieu Dartus）              | 53   | 7          | 2024年   | 前麵包師                     |                                                                   |
| 西里爾·博比（Cyril Beaubis）                   | 47   | 9          | 2024年   | 貨車司機                     |                                                                   |
| 保羅-科伊科伊·格羅沃吉（Paul-Koikoi Grovogui） | 31   | 8          | 2024年   | 食品加工工人                 |                                                                   |
| 奧馬爾·杜伊里（Omar Douiri）                   | 36   | 8          | 2024年   | 巴士清潔工                   |                                                                   |
| 拉德万·阿祖加（Redouane Azougagh）             | 40   | 9          | 2024年   | 失業                         | 曾因家庭暴力被定罪                                                |
| 哈桑·瓦穆（Hassan Ouamou）                     | 30   | 12         |          |                              | 因逃離該國並在摩洛哥和羅馬尼亞之間逃亡而被缺席定罪                |
| 拉德万·法里希（Redouane El Farihi）            | 55   | 8          | 2024年   | 護士                         |                                                                   |

1. ↑  截至2024年12月

## 案件影響
吉塞勒選擇放棄匿名，並堅持公開審判，使她成為女性權益的象徵人物，並引起公眾對迷姦、強姦文化及性同意問題的廣泛關注。此案獲得全球媒體的密切報導。在法庭外，一個名為「亞維農女戰士」的女性團體張貼標語支持吉塞勒，並每天在她離開法庭時為她鼓掌喝彩。該團體創辦人布蘭丁·德弗朗熱斯表示：「她展現出無比的尊嚴與勇氣。她選擇在強姦者面前向全世界發聲，這是對法國女性的一份珍貴禮物。」BBC將她列為2024年「全球百大啟發性與具影響力女性」之一。
2024年9月14日，女權團體在法國30個地區舉行集會，聲援吉塞勒與其他性暴力受害者。巴黎共和廣場聚集約700名示威者，馬賽司法宮附近也有約200人參與。此後，巴黎、里昂及其他城市於10月期間也舉行更多支持活動。
此案還引發對《法國刑法典》中性同意問題的討論，呼籲修訂目前的強姦罪定義。現行法律將強姦定義為「以暴力、脅迫、威脅或突襲方式對他人進行的性侵入行為」，但未提及受害者是否同意。

## 多米尼克·佩利科特的其他指控
在羈押期間，多米尼克被指控於1991年在巴黎姦殺23歲地產代理蘇菲·納姆，及在塞納-馬恩省企圖強姦另一名19歲地產代理。兩名受害者均是在帶領一名男子參觀公寓時遭到襲擊。這些指控來自楠泰爾懸案調查組。多米尼克起初否認所有指控，但當得知其DNA與犯罪現場樣本一致後，他承認企圖強姦罪。受害者曾被乙醚迷昏，但最終成功反抗並逃脫。2010年，他因偷拍裙底照被捕時，警方已發現他的DNA與該案件相符，但當時未展開進一步調查。他繼續否認對蘇菲·納姆的姦殺指控，因為當年犯罪現場的DNA樣本已經遺失。

## 紀錄片
2024年12月11日，英國獨立電視新聞製作公司與第五台播出名為《佩利科特強姦案：審判中的小鎮》（The Pelicot Rape Case: A Town on Trial）的紀錄片。法國電視台也將推出由卡羅琳·達里安擔任旁白的紀錄片。